# Hylaea messene
Hylaea messene là một loài bướm đêm trong họ Geometridae.